# ناحیه کیسورو
ناحیه کیسورو (به لاتین: Kisoro District) یک منطقهٔ مسکونی در اوگاندا است که در استان غربی، اوگاندا واقع شده‌است. ناحیه کیسورو ۷۲۸ کیلومتر مربع مساحت و ۲۸۱٬۷۰۵ نفر جمعیت دارد.